# Legendele din Oz: Întoarcerea lui Dorothy
Legendele din Oz: Întoarcerea lui Dorothy (titlu original: Dorothy din Oz) este un film american muzical de animație pe calculator din 2013 regizat de Will Finn și Dan St. Pierre. În rolurile principale joacă actorii Lea Michele, Dan Aykroyd și Kelsey Grammer. Scenariul este bazat pe cărțile Vrăjitorul din Oz de L. Frank Baum și Dorothy din Oz scrisă de nepotul acestuia, Roger Stanton Baum. Filmului i-a fost dedicată o știre în cadrul Jurnalului pentru copii, emisiune difuzată la Digi 24.

## Prezentare
Dorothy Gale (Lea Michele) împreună cu cățelul ei, Toto, se întoarce în Kansas și descoperă orașul devastat. Ea decide să meargă iarăși la Vrăjitorul din Oz, pe drum întâlnindu-se cu vechii ei prieteni, Omul de tinichea (Kelsey Grammer), Sperietoarea (Dan Aykroyd) și Leul (Jim Belushi), aflând că sunt în mare pericol. În noua calatorie spre Oz, Dorothy întâlnește un om făcut din gelatină, care nu poate gândi singur (Hugh Dancy), o prințesă de porțelan (Megan Hilty) și mulți alții. Cu ajutor noilor ei prieteni, va încerca sa îl înfrânga pe Jester (Martin Short), care vrea sa controleze Oz-ul.

## Distribuție
- Lea Michele - Dorothy Gale[1]
- Dan Aykroyd - Sperietoarea de Ciori[1]
- Kelsey Grammer - Omul de Tinichea[1]
- Jim Belushi - Leul cel Laş[1]
- Megan Hilty - Prințesa de Porțelan
- Hugh Dancy - Omul de Gelatină
- Oliver Platt - Bufnița înțeleaptă
- Martin Short - Jester
- Patrick Stewart - Tugg
- Bernadette Peters - Glinda Vrajitoarea Cea Bună[7]
- Tom Kenny - Munchkin
- Brian Blessed - Judecătorul Jawbreaker
- Douglas Hodge - Avocatul Fruit Stripe

## Dublajul în limba română
Am fost foarte încântată când am primit această propunere, Vrăjitorul din Oz este una dintre poveștile mele preferate din toate timpurile, de când sunt copil. Îmi place că animația este foarte bine realizată, mi-a plăcut la nebunie coloana sonoră și faptul că am avut ocazia să și cânt. Cântecele au fost adaptate superb, ți se face pielea de găină când le asculți, au un text și o linie melodică superbe. Felicit întreaga echipă care a lucrat la transpunerea lor în limba română, sunt extraordinar de talentați toți. Abia aștept să vizionez filmul!" 
În limba română, primul trailer a debutat dublat pe 14 mai 2013, înregistrarea fiind făcută în studioul Empire Video Production, printre voci îl distingem pe Marius Săvescu. Filmul este distribuit în România de către Media Pro și reunește cele mai importante nume din industria muzicală românească, vedetele încercând cum au putut mai bine să sensibilizeze publicul prin replicile și cântecele interpretate. Prima dezvăluită este una dintre cele mai iubite cântărețe din peisajul autohton , jurata Next Star, Lora care își va împrumuta vocea personajului principal, Dorothy din Kansas, aceasta urmând să interpreteze și partiturile în limba română, melodii precum : "When the World" sau "Work with Me", știrea fiind promovată prin intermediul mass-media pe Libertatea sau Eva.ro.
Artista a fost aleasă în urma unui casting riguros la care au participat și Andreea Bălan sau Andreea Bănică la începutul lunii mai, Lora a fost aleasă fiindcă a adus acea sensibilitate aparte personajului, informează U TV în original Lea Michele folosește melismele pe tot parcursul pasajelor joase, și amplifică sunetele atunci când sunetele trebuie să fie emise pe cap, iar Lora a reușit aproape impecabil această performanță. Artista a rezonat cu echipa de sunet, cu regizorul de dublaj cât și cu filmul, având numai cuvinte de laudă la adresa lor. Invitată în emisiunea Simonei Gherghe, Acces Direct declară despre experiența inedită și în premieră de a fi vocea personajului care i-a marcat copilăria, Dorothy: "Uite acum în câteva zile se lanseză Vrăjitorul din Oz, animație 3D și eu să fiu vocea lui Dorothy, ceea ce este absolut senzațional pentru că este una dintre poveștile mele preferate, este puțin schimbată dar arată extraordinar ... Da, o să și cânt, am vreo 5 cântecele plus generic, coloană sonoră, incredibilă.... deci m-am oprit la un moment dat, eram în studio și înregistram un cântec și m-am emoționat atât de tare când mi-am dat seama cum o să fie când prietenii mei o să asculte și să mă văd acolo pe ecran, să îmi aud vocea, în cinema, și m-am oprit așa și am zis: - Dați-mi două secunde, să mă bucur că n-o să mai am când să mă bucur pentru ce mi se întâmplă, și sunt foarte încântată, sunt niște cântece, care, eu de obicei, toată lumea cred că este sceptică atunci când se traduce un film animat din engleză în română pentru că sunt multe chestii care se pierd, dar de data asta s-au întrecut pe ei, oamenii care au făcut traducerea, și care au adaptat textele, și la cântece, pentru că altfel nu s-ar fi drepturile astea, știi? Este incredibil! Deja aștept!"
A doua vedetă dezvăluită este arhicunoscutul cântăreț al formației Krypton, actualmente prezentatorul emisiunii  MaterChef, Răzvan Fodor, care îl va interpreta în limba română pe Comandantul Bezea, tot Răzvan fiind și cel care va cânta pentru Comandant, un soldat destoinic, mai puțin atunci când vine vorba despre Prințesa de Porțelan. Loial armatei din Țara Dulciurilor este mai presus decât orice un prieten remarcabil. Cântărețul mărturisește despre prestația sa: "Comandantul Bezea este un personaj foarte haios, iar experiența de a-l dubla a fost una foarte frumoasă. Am mai făcut o singură dată un rol extrem de mic într-o animație, dar nu se compară. Marea provocare a fost să sincronizez mișcarea gurii cu cea a personajului care vorbea în engleză. Ca tată da fată sunt la curent cu toate desenele animate și îi admir mult pe acești oameni care dublează. Este o treabă foarte grea atât pentru actori, cât și pentru cei din studio care înregistrează. În plus, personajul meu mai și cântă, iar eu sper să mă fi ridicat la înălțimea interpretării originale. Abia aștept să văd filmul alături de familie și sunt extrem de curios dacă mă va recunoaște fiica mea. În animație, am o voce schimbată, cam ca atunci când mă joc cu ea." informează Ce se întâmplă doctore?
Ultima vedetă a filmului este modelul Dana Rogoz, cea care se află la a treia experiență de genul după ce a mai dublat-o în seria Aladdin pe Dhandi (1997) și în 2010 pe Barbie în Povestea Jucăriilor 3. De această dată va fi vocea Glindei, Vrăjitoarea cea Bună din Vest, cea care încearcă să mențină pacea în Oz, infomează OK!.
Au dublat în limbă română:
- Lora - Dorothy[18]
- Ernest Fazekas - Bufonul
- Ariadna Mihai - Prințesa de Porțelan
- Andrei Albulescu - Omul de Tinichea
- Adrian Ciglenean - Înțeleptul
- Mircea Drâmbăreanu - Leul
- Anda Țimbală- June - Mătușa Em
- Dana Rogoz - Glinda[19]
- Mike- Alexandru Gheorghiu - Sperie-Ciori
- Răzvan Fodor - Comandantul Bezea[20]

Alte voci:
- Robert Gogoană
- Andreea Lazăr
- Thea Manolache
- Alexandra Trandafir
- Oliver Popa
- Cristina Nițu
- Monica Puiu

Studio dublaj: Empire Film

Regia artistică: Laurean Gherman

Regia muzicală: Ariadna Mihai

Traducere: Mihaela Pogonici

- Vedetele alese interpretează prin amabilitatea Pro TV și Media Pro Music